# Richmond (Nouvelle-Galles du Sud)
Pour les articles homonymes, voir Richmond.
Richmond est une ville (town) australienne située dans la zone d'administration locale de Hawkesbury en Nouvelle-Galles du Sud.

## Géographie
Richmond est établie sur la rive droite du Hawkesbury, au pied des montagnes Bleues et son centre se situe à 5 km à l'ouest de Windsor et à 60 km au nord-ouest du quartier des affaires de Sydney.

## Histoire
Les premiers habitants de la région où se situe Richmond étaient les Darugs.
La région est explorée dès 1789 par les Britanniques et l'éminence située à l'ouest du fleuve Hawkesbury est nommée Richmond Hill par le gouverneur Arthur Phillip en l'honneur de Charles Lennox, 3e duc de Richmond, grand maître de l'artillerie. En juin 1795, Richmond Hills est le théâtre d'un affrontement entre des combattants Darugs et le bataillon de Nouvelle-Galles du Sud.
En 1811, le gouverneur Lachlan Macquarie fonde officiellement Richmond, une des cinq « villes Macquarie » avec Castlereagh, Pitt Town, Wilberforce et Windsor. 
Devenue une municipalité en 1872, Richmond fusionne avec celle de Windsor en 1949 avant d'être intégrée à la zone d'administration locale de Hawkesbury le 1er janvier 1981.

## Démographie
La population s'élevait à 5 274 habitants en 2011 et à 5 482 habitants en 2016.

## Culture et patrimoine
- Bowman Cottage est une maison en brique construite entre 1815 et 1818 par l'un des premiers colons, James Blackman, qu'il vendit à George Bowman. Restaurée, elle est aujourd'hui un centre de la Fondation australienne pour les handicapés.
- La maison Seymours a été construite vers 1840[5].
- L'église anglicane Saint-Pierre a été consacrée en 1841[6].
- Le bureau de poste (Richmond Post Office) a été construit entre 1875 et 1888.

## Galerie

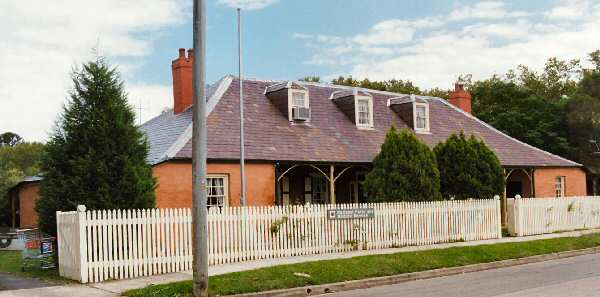
Bowman Cottage.
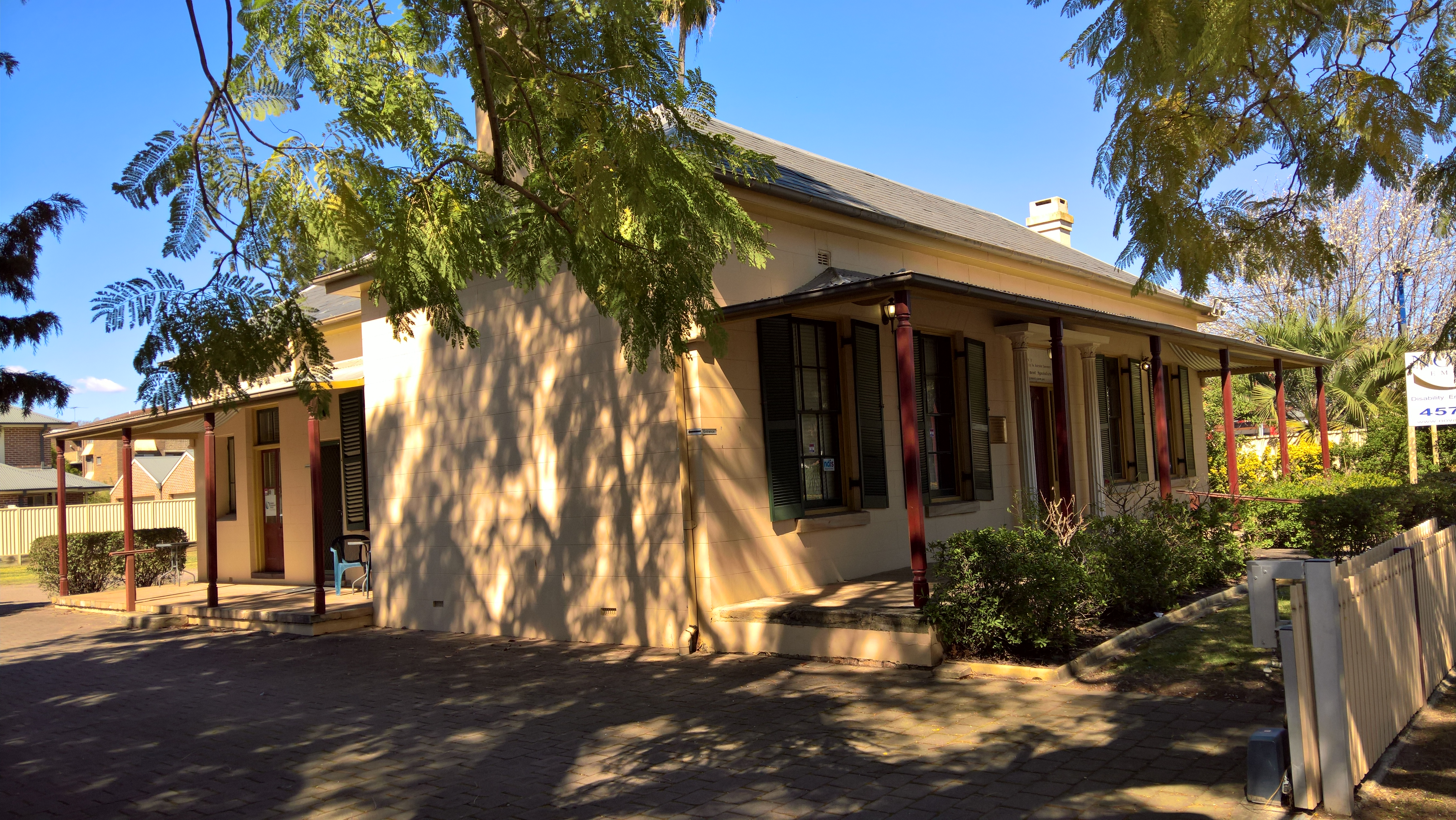
Maison Seymours.
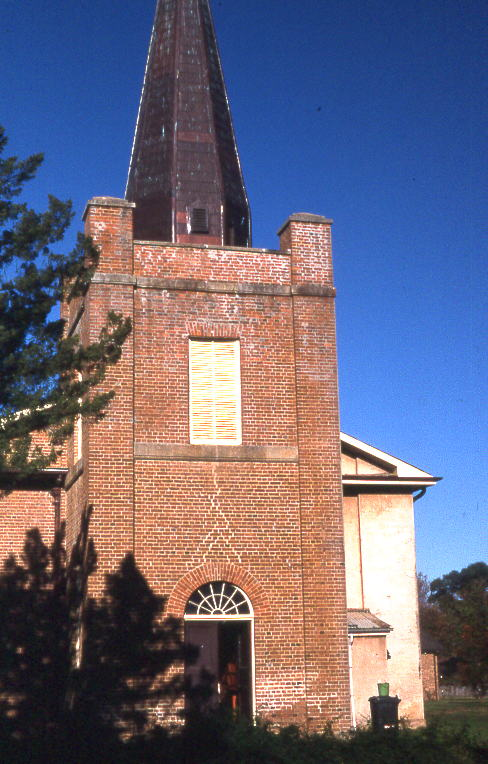
Église Saint-Pierre.
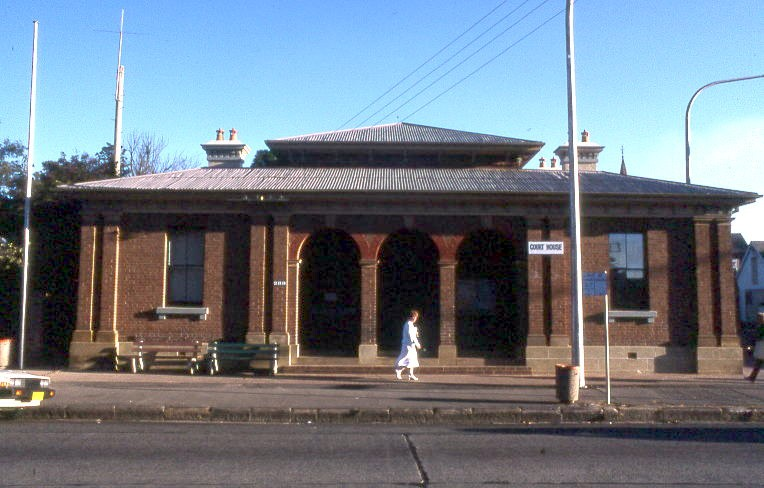
Tribunal de Richmond.